# 3-й Крошенський провулок (Житомир)
3-й Крошенський провулок — провулок у Богунському районі міста Житомира.

## Розташування і забудова
Провулок розташований в місцевості Сінний Ринок. Провулок протяжністю 500 м бере початок з вулиці Князів Острозьких, прямує на захід та завершується кутком західніше 1-го Сінного провулку. Від провулку відтинаються 1-й Сінний провулок та провулок Аршенєвських. Забудова — садибна житлова. Провулок та його забудова сформувалися до початку 1960-х років.

## Історичні відомості
3-й Крошенський провулок утворений шляхом виокремлення у 1958 році із Сінного провулку. Траса нинішнього 3-го Крошенського провулку почала формуватися на початку XX століття як відгалуження Сінного провулку у східному напрямі. Частина провулку, розташована західніше перехрестя з 1-м Сінним провулком, у першій половині XX ст. являла собою північно-східну межу Сінної площі, що зникла пізніше у результаті забудови та облаштування на ній Сінного ринку. До 1950-х років провулок завершувався кутком, не з'єднуючись з вулицею Князів Острозьких. На плані 1961 року показаний в нинішній конфігурації та з нинішньою назвою — 3-й Крошенський. Назва провулку є похідною від старої назви вулиці, з якої він розпочинається — вулиці Крошенської (нині Князів Острозьких).